# Nani Poljanec
Nani Poljanec (pravo ime Aleksander Stanislav Jurkovič), slovenski umetnik in zbiratelj, 18. julij 1968, Celje. 
Najbolj je znan po oddaji Hri-bar na TV Slovenija, kjer je gostoval kot imitator Don Corleoneja.
Je avtor več knjig in člankov, večinoma na zgodovinski podlagi, prav tako avtor ali soavtor več muzejskih zbirk. Zadnja leta pozornost posveča dinastiji Karađorđević, eden od likov, ki jih imitira je tudi kralj Aleksander I. Karadžordžević. Leta 2018 sta s Petrom Mikšo izdala knjigo Kralj Peter v slovenskih Alpah. Živi in ustvarja v Rogaški Slatini.